# Gábor Szegő
Gábor Szegő   (Kunhegyes, 20 de gener de 1895 - Palo Alto, 7 d'agost de 1985) va ser un matemàtic jueu hongarès emigrat als Estats Units.

## Vida i Obra
Szegő va fer els estudis primaris a la seva vila natal i els secundaris a la capital provincial, Szolnok, en la qual va destacar en matemàtiques. El 1912 va ingressar a la universitat de Budapest per estudiar física i matemàtiques, mentre els estius de 1913 i 1914 acudia a les universitat de Berlín i Göttingen per ampliar estudis. En esclatar la Primera Guerra Mundial es va allistar a la cavalleria tot i que era un mal genet i va prestar servei a Viena, on va estar també a la força aèria, fent amistat amb els teòrics de l'aerodinàmica Theodore von Kármán i Richard von Mises. Va obtenir el doctorat a la universitat de Viena el 1918.
Els anys següents a la guerra va ser professor de la universitat tècnica de Budapest, càrrec des del qual va fer de tutor d'un jove geni de quinze anys: John von Neumann. El 1921 va deixar Hongria per la seva inestabilitat política i va obtenir l'habilitació docent a la universitat de Berlín en a qual va ser professor ajudant fins al 1926 en que va ser nomenat professor titular de la universitat de Königsberg, càrrec en el que va romandre fins al 1934 en que va ser desposseït de tot càrrec pels nazis en el poder, per motius racials ja que era d'ascendència jueva. Aquest mateix any, perdent tots els seus privilegis, va emigrar als Estats Units.
La Fundació Rockefeller, el Comité d'Emergència de Refugiats i la comunitat jueva local vam reunir els fons suficients per a dotar una càtedra a la universitat Washington a Saint Louis durant quatre anys. Acabat aquest període el 1938, va ser contractat per la universitat Stanford en la qual va romandre fins a la seva jubilació el 1960, passant a ser professor emèrit.
El 1982, sota la direcció del seu deixeble, Richard Askey, es van publicar les seves Obres Escollides en tres volums.
Szegő és força conegut per la comunitat matemàtica pel seu llibre en dos volums Aufgaben und Lehrsätze aus der Analysis (Exercicis i Teoremes d'Anàlisi), escrit conjuntament amb George Pólya, publicat per primera vegada el 1924 i reeditat en nombroses ocasions. Els seus treballs més originals van ser en el camps dels polinomis ortogonals dels quals hi ha una família que porta el seu nom: els polinomis de Szegő.